# Do Moniki L.
Do Moniki L. – dziewiętnasty singel zespołu Lady Pank, został wydany na płycie CD. Singel ten promował album Koncertowa. Utwór skomponował Jan Borysewicz, słowa Janusz Panasewicz. Kompozycja „Do Moniki L.” stanowi ilustrację muzyczną do polskiej komedii Ajlawju w reżyserii Marka Koterskiego z 1999 roku. Utwór został zarejestrowany między lutym a kwietniem 1999 roku.

## Skład zespołu
- Jan Borysewicz – gitara solowa, śpiew;
- Janusz Panasewicz – śpiew;
- Kuba Jabłoński – perkusja;
- Krzysztof Kieliszkiewicz – bas;
- Andrzej Łabędzki – gitara.